# Georgina Ribas
Georgina Ribas (Angola, 1882 - 1951) fue una pianista portuguesa, musicóloga, profesora de música y líder de varias organizaciones del siglo XX del movimiento negro y del movimiento feminista en Portugal, como el Partido Nacional Africano, el Gréio KE-Aflikana, también conocidos como el Gremio Africano y el Movimiento de Mujeres Africanas. Fue una de las pioneras de la liberación de la mujer en Portugal.

## Trayectoria
Ribas nació en Angola y se mudó a Portugal con tres años. Era hija de una angoleña, descendiente del barón de Cabinda, y de un comerciante brasileño. Se licenció como pianista en el Conservatorio Nacional de Lisboa, y fue profesora de música en un espacio de Rossio. Tuvo un hijo, llamado Tomaz, que siguió sus pasos en las artes, convirtiéndose en un reconocido musicólogo, escritor, crítico de danza y teatro.
En 1929, se involucró en el liderazgo de la Liga de Mujeres Africanas, o Movimiento de Mujeres Africanas, una organización que formaba parte del Partido Nacional Africano. También formó parte de este mismo Partido Nacional Africano, que en 1932, según la Tribuna D'África, contaba con unos cinco mil miembros distribuidos en los diferentes barrios de Lisboa.

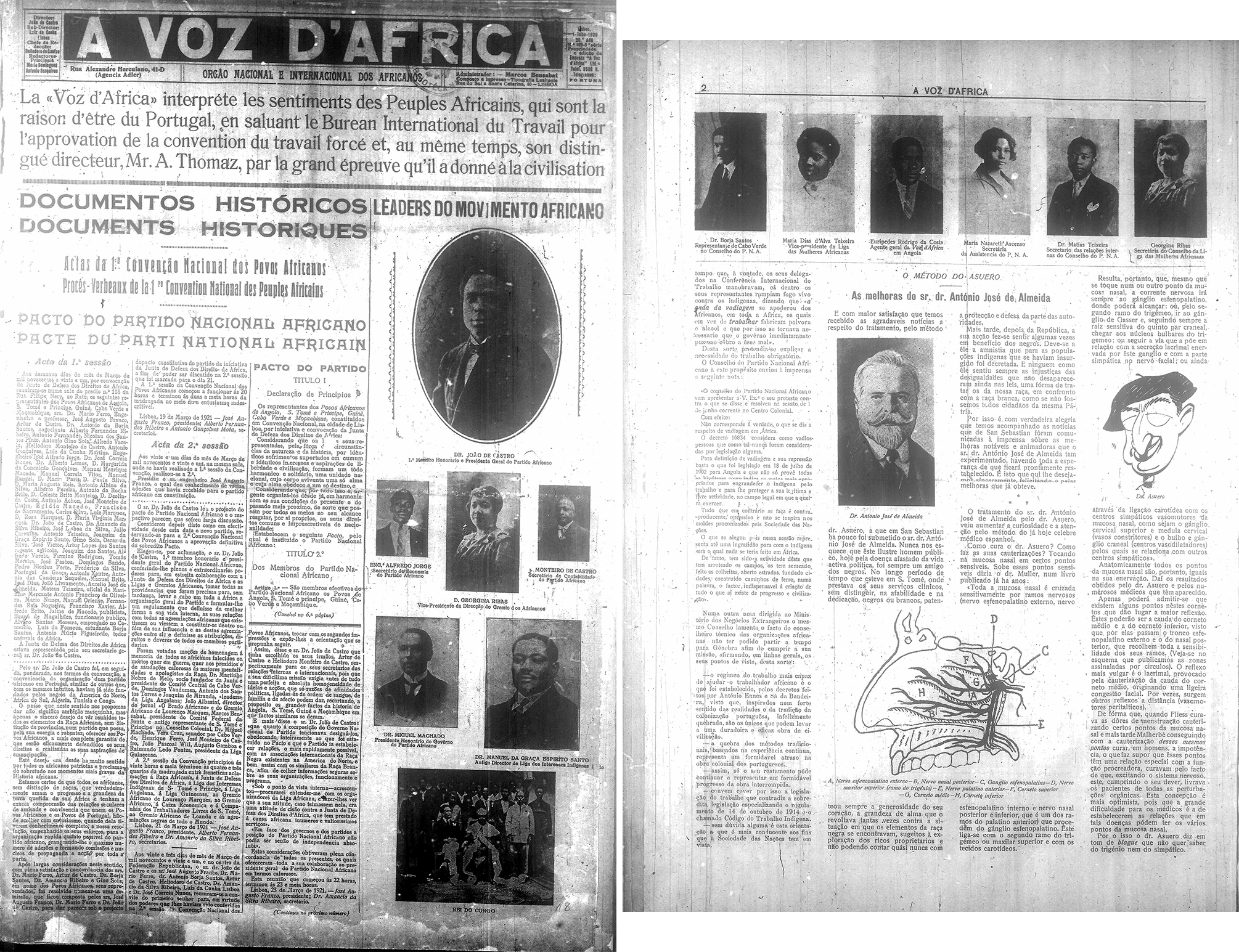
Georgina Ribas mencionada en dos páginas del periódico del movimiento negro portugués A Voz D'África (1912-1913 y 1927-1930)

También formó parte del Grémio Ké-Aflikana, conocido como Grémio Africano.
El Gremio Africano, fundado el 28 de agosto de 1929 y que se destacó por la defensa de la independencia de los territorios colonizados por Portugal, tenía como principales objetivos, según sus estatutos, “competir por el prestigio social y mental de los africanos, congregar y fortalecer el vínculos de unión y solidaridad entre los nativos de África y las razas nacionales y promover la elevación del nivel intelectual y la revitalización física de los pueblos indígenas del África portuguesa ”.
Se convirtió en vicepresidenta de la Asociación Africana Ké-Aflikana, integrando la dirección también la vicepresidenta de la Liga de Mujeres Africanas Maria Dias d'Alva Teixeira, y la secretaria de Asistencia del Partido Nacional AfricanoMaria Nazareth Ascenso.
Ribas ejerció una gran influencia social y moral con los intelectuales africanos que entonces residían en la capital portuguesa.
Su nombre fue uno de los seudónimos utilizados para las jóvenes entrevistadas en Portugal, en el ámbito de la tesis doctoral Experiencias de jóvenes afrodescendientes / mujeres negras en la educación profesional: contribuciones al Trabajo Social en Portugal y Brasil, por Heide de Jesus Damasceno (Facultad de Sociología y Políticas Públicas, ISCTE-IUL 2021).